# قوس إفرنجية لرمي البندق

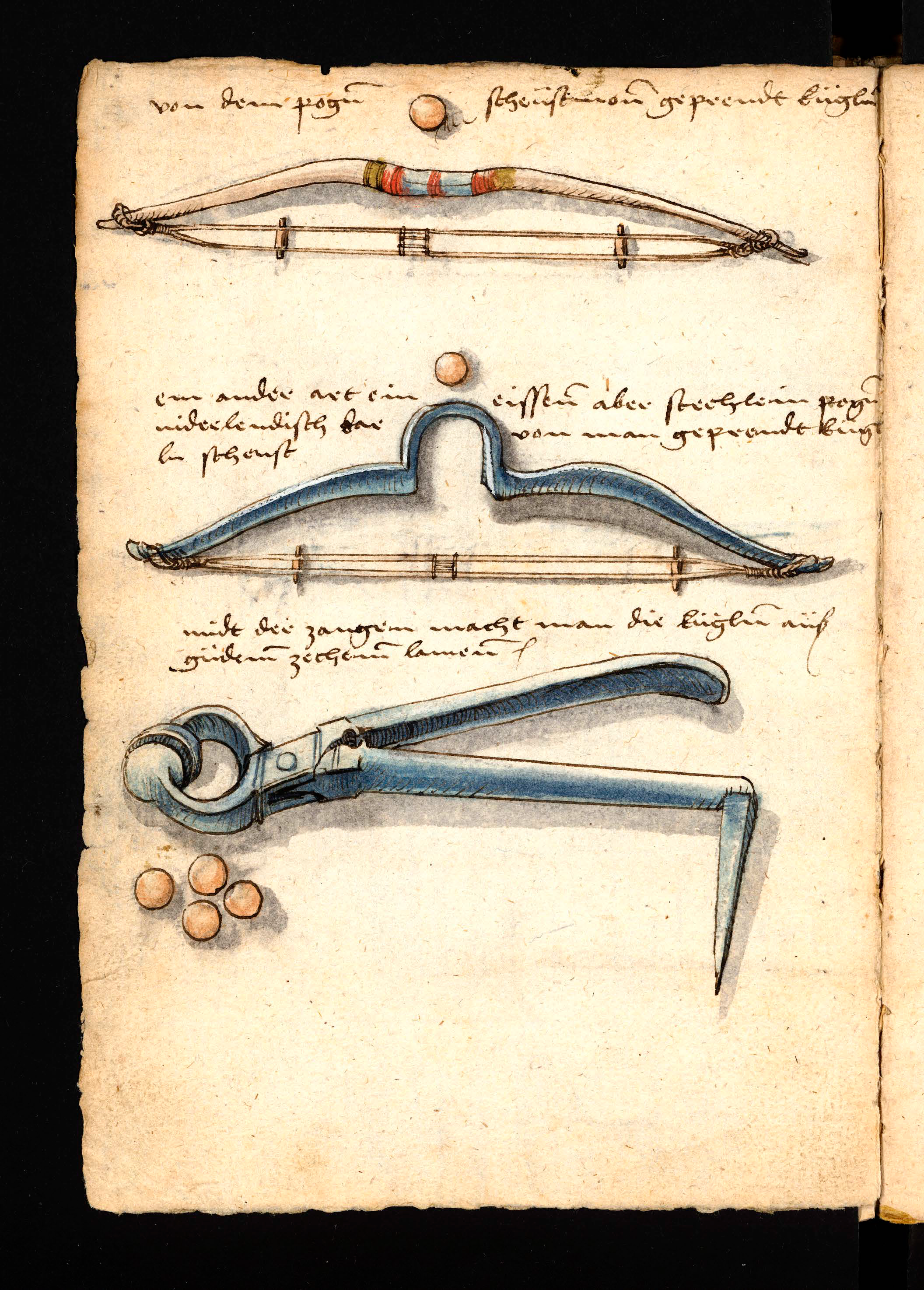
قوسا البندق من مخطوطة لوفلهولتس (Löffelholz)، نورمبرغ في 1505

القوس الإفرنجية لرمي البندق أو قوس البندق ذو المجرى هي نسخة معدلة من القوس الإفرنجية الكلاسيكية. تُصنع القوس عادة من الخشب أو الفولاذ، حسب التفضيل. عادةً ما يستخدم البندق والحجارة قذائفًا بدلاً من السهم التقليدي.

## الاستخدامات
نظرًا لأن معظم القِسِيّ الإفرنجية لرمي البندق تستخدم بندقًا صغيرًا، فقد اُستخدمت القوس الإفرنجية لرمي البندق في المقام الأول للصيد. يعتبر البندق ذات العيار الصغير مثالي لقتل الحيوانات مثل الطيور والجرذان. كونها قوسًا إفرنجيّةً، فهو لا يصدر الكثير من الصوت. على الرغم من اختراع أسلحة أكثر قوة، مثل المسدس الهوائي، فقد اُستخدمت القوس الإفرنجية لرمي البندق على نطاق واسع عبر التاريخ لأنها لم تكن مُدويةً بما يكفي لإخافة الفريسة.